# Cucumis
Cucumis са род пълзящи растения от семейство Тиквови (Cucurbitaceae). Родът включва популярни плодови зеленчуци като пъпеша (Cucumis melo) и краставицата (C. sativus).

## Видове
- C. anguria – ангурия или антилска краставица,
- C. humifructus – вид краставица, разпространена в Африка (виж тръбозъб),
- C. melo – пъпеш,
  - Cucumis melo flexuosus – aрменска краставица или сребрист пъпеш
- C. metuliferus – кивано или африканска рогата краставица,
- C. sativus – краставица.